# Астрагал понтійський
Астрага́л понті́йський, астрага́л причорномо́рський, астрагал понти́чний, во́вчий горо́шок понти́йський (Astragalus ponticus) — рослина роду астрагал родини бобових.

## Біологія виду
Криптофіт. Багаторічна трав'яниста рослина до 1 м заввишки. Стебла прямостоячі, поодинокі або кілька, борозенчасті, коротко запушені. Листки непарнопірчасті, 10–25 см завдовжки, 4–6 завширшки, з 30–40 довгасто-овальними чи довгастояйцеподібними листочками (0,8–2 см завдовжки та до 1 см завширшки). Суцвіття густі, овально-циліндрічні, багатоквіткові китиці на вкорочених (1–1,5 см) квітоносах у пазухах листків. Приквітки ланцетні, загострені, 1–1,8 см завдовжки, перевищують чашечку, яка м'яко запушена. Віночок жовтий, до 20 мм завдовжки. Боби обернено-яйцеподібні, стиснуті, двогнізді, запушені білими волосками, до 7 мм завдовжки. Насінини 3 мм завдовжки, овальні, гладенькі, коричневі. Цвіте у червні-липні, плодоносить у липні — серпні. Розмножується насінням.

## Поширення
Мала Азія, Балкани, Понтійська провінція Причорномор'я, Нижній Дон, Передкавказзя, Крим.

### Поширення в Україні
В Україні — степова зона, зх. та сх. частини Пд. берегу Криму. Ізольоване місцезнаходження біля с. Устя Кам'янець-Подільського району Хмельницької обл. в місці впадіння р. Смотрич у р. Дністер. За регіонами: Хмельницька, Кіровоградська, Дніпропетровська, Донецька, Одеська, Миколаївська, Херсонська, Запорізька області, АР Крим. Популяції локальні, площею від кількох десятків до сотень м2. Щільність низька, до 5-10 особин на 100 м2. Урбанізація призводить до зникнення окремих популяцій (з околиць міст Кіровоград, Запоріжжя, Миколаїв, Дніпропетровськ вид зник).

### Умови місцезростання
Сухі, еродовані, змиті, чорноземні та коричневі, збагачені карбонатами ґрунти, кам'янисті скелі, осипи, щебенисті схили, сланці. Ценофоб. Ксерофіт.

## Охорона
Занесена до Червоної книги України, природоохоронний статус — вразливий. Необхідні картування та досліджування динаміки популяцій. Культивування. Заборонена знищення місць зростання.